# Johnny Horton
Johnny Horton (* 30. April 1925 in Los Angeles, Kalifornien; † 5. November 1960 nahe Milano, Texas) war ein US-amerikanischer Country- und Rockabilly-Musiker. Sein größter Hit war The Battle of New Orleans.

## Leben

### Kindheit und Jugend
Johnny Horton wurde in Los Angeles geboren, auch wenn er später immer behauptete, im östlichen Texas auf die Welt gekommen zu sein. Mit seiner Familie, die Arbeit suchte, zog Horton zwischen Texas und Kalifornien hin und her. Seine Mutter brachte ihm Gitarre spielen bei, als er elf Jahre alt war, und 1944 absolvierte Horton eine Methodistenschule mit dem Ziel, Pfarrer zu werden. Doch schon bald gab er diese Pläne auf und zog durchs Land, unter anderem kam er 1949 nach Alaska und arbeitete dort in der Ölindustrie. Während seiner Zeit in Alaska begann er erste Songs zu schreiben.
Sein späterer Beiname „The Singing Fisherman“ basiert auf der Tatsache, dass er Angelzubehör für Unternehmen testete und in den späten 1950er Jahren seine eigene Angelzubehör-Firma gründete, die Cane River Bait Company in Natchitoches, Louisiana.

### Karriere
Im folgenden Jahr zog Horton zurück nach Texas, wo er einen Talentwettbewerb des damals noch vollkommen unbekannten Jim Reeves gewann. Der Erfolg ermutigte ihn zu weiteren Auftritten; Horton versuchte sich nun als Musiker und lernte einen Mitarbeiter des Radiosenders KWKH kennen. Dieser erzählte Horace Logan, Moderator des Louisiana Hayrides von Horton und seinem Talent. Logan lud Horton zu einem Vorspiel ein, engagierte ihn für den Hayride und beschaffte ihm bei Fabor Robinson einen Plattenvertrag.
Horton bekam in Pasadena eine eigene Radioshow und bei Abbott wurden erste Platten eingespielt. 1952 zog Horton nach Shreveport, Louisiana. Bei seinen Auftritten im Louisiana Hayride lernte er Hank Williams kennen, der gerade von der Grand Ole Opry entlassen worden war. Nach Williams’ Tod 1953 lernte er dessen Witwe Billie Jean kennen. Die beiden wurden ein Paar und heirateten im September 1953.
Trotz Hortons regelmäßiger Präsenz im Radio blieben seine Singles bei Abbott und später Mercury Records erfolglos; auch ein Duett mit Billy Barton, Bawlin' Baby, konnte dies nicht ändern. 1955 wurde Tillman Franks Hortons Manager und verschaffte Horton einen Vertrag bei Columbia Records. In seiner ersten Session spielte er den Rockabilly-Titel Honky Tonk Man ein, der sich 1956 in den Top Ten platzieren konnte. Er schaffte weitere Erfolge, unter anderem mit One Woman Man, dem Rockabilly-Titel I’m Coming Home und The Woman I Need. Doch genauso schnell, wie die Hits gekommen waren, verschwanden sie Ende 1957 auch wieder. Hortons Rockabilly war nun nicht mehr gefragt. Horton wurde aufgrund seiner Charterfolge angetragen, ständiges Mitglied der Opry zu werden; er lehnte jedoch ab, wahrscheinlich aus Rücksicht auf Billie Jean, da ihr verstorbener Mann 1952 von der Opry ausgeschlossen worden war.
Im Herbst 1958 konnte er sich mit All Grown Up in den Charts zurückmelden, doch erst mit der Country-Folk-Ballade When It’s Springtime in Alaska konnte er seinen endgültigen Durchbruch erringen. Der Song platzierte sich auf Platz eins der Country-Charts. Mit The Battle of New Orleans erreichte Horton seinen größten Hit. Der Titel kam erneut an die Spitze der Country-Charts und wurde ebenfalls Nummer eins in den Pop-Charts. Sechs Wochen konnte Horton seine Position halten. In der folgenden Zeit hatte er mit historischen, an Folk angelehnten Stücken wie Johnny Reb, Sink The Bismarck und North To Alaska weitere große Erfolge. Letzterer wurde für den gleichnamigen Film mit John Wayne in der Hauptrolle als Titelmelodie verwendet. In Deutschland erschien der Film unter dem Titel Land der tausend Abenteuer.

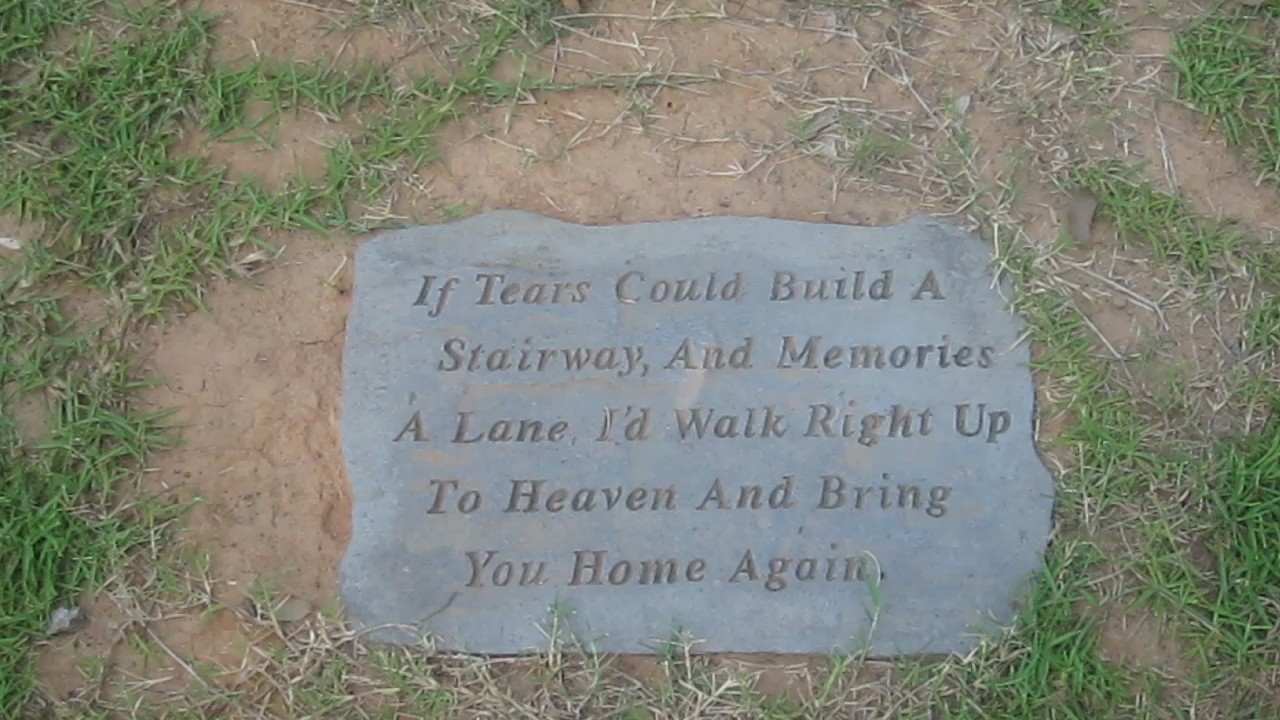
Hortons Grab in Bossier City, Louisiana

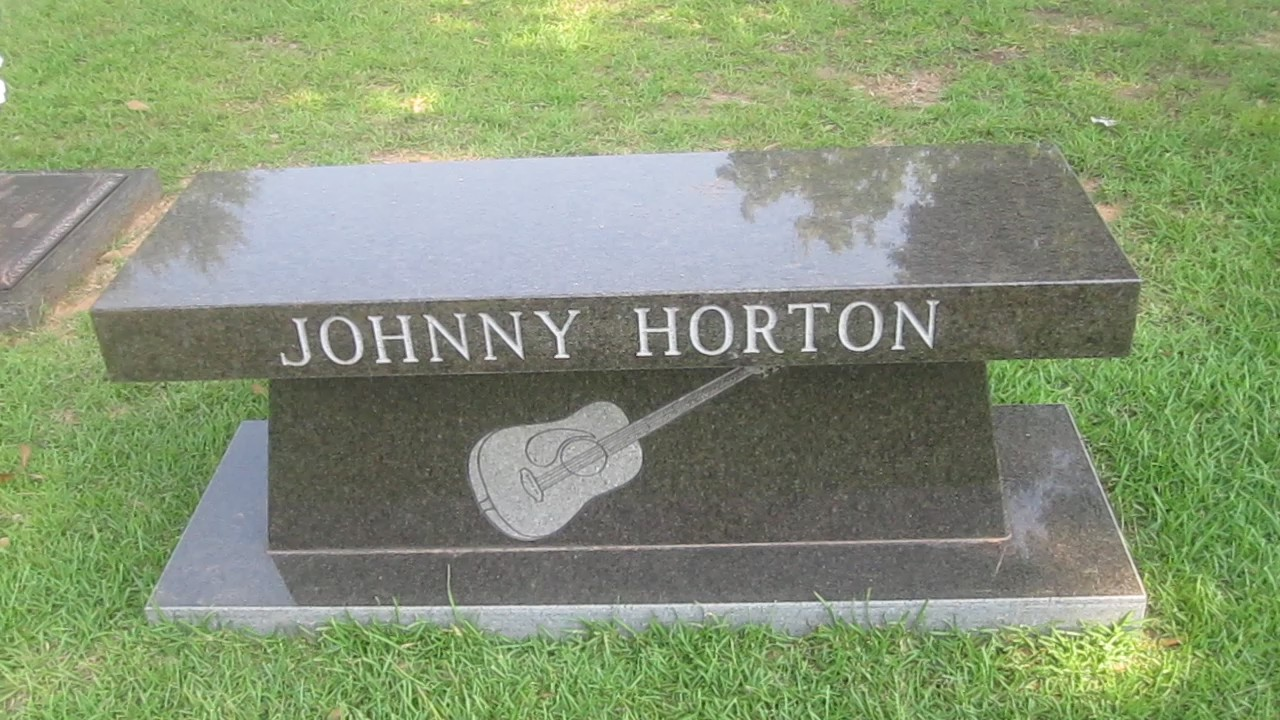
Gedenkstein am Grab

Hortons Karriere kam 1960 zu einem frühen Ende, als er auf dem Weg von einem Konzert in Austin nach Shreveport in der Nähe von Milano bei einem Autounfall ums Leben kam. Sein postum erschienener Titel Sleepy-Eyed John erreichte Platz neun der Charts und eine Neuveröffentlichung von Honky Tonk Man 1962 Platz elf der Country- und Platz 96 der Pop-Charts.

## Diskografie

### Alben
| Jahr | Titel                  | Höchstplatzierung, Gesamtwochen, AuszeichnungChartplatzierungen (Jahr, Titel, Platzierungen, Wochen, Auszeichnungen, Anmerkungen) | Höchstplatzierung, Gesamtwochen, AuszeichnungChartplatzierungen (Jahr, Titel, Platzierungen, Wochen, Auszeichnungen, Anmerkungen) | Anmerkungen |
| Jahr | Titel                  | US | Country | Anmerkungen |
| ---- | ---------------------- | --- | --- | ----------- |
| 1961 | Greatest Hits          | US8 Platin · (34 Wo.)US | — |             |
| 1962 | Honky Tonk Man         | US104 (10 Wo.)US | — |             |
| 1967 | Johnny Horton On Stage | — | Country37 (3 Wo.)Country |             |

grau schraffiert: keine Chartdaten aus diesem Jahr verfügbar
Weitere Alben
- 1958: Sings Free and Easy
- 1959: Johnny Horton
- 1959: Fantastic
- 1959: The Spectaculary Johnny Horton
- 1960: Makes History
- 1965: I Can’t Forget You
- 1966: On Stage
- 1968: The Unforgettable Johnny Horton
- 1970: On The Road
- 1970: The Legendary Johnny Horton
- 1971: The Battle of New Orleans
- 1971: The World

### Singles
| Jahr | Titel Album                                             | Höchstplatzierung, Gesamtwochen, AuszeichnungChartplatzierungen (Jahr, Titel, Album, Platzierungen, Wochen, Auszeichnungen, Anmerkungen) | Höchstplatzierung, Gesamtwochen, AuszeichnungChartplatzierungen (Jahr, Titel, Album, Platzierungen, Wochen, Auszeichnungen, Anmerkungen) | Höchstplatzierung, Gesamtwochen, AuszeichnungChartplatzierungen (Jahr, Titel, Album, Platzierungen, Wochen, Auszeichnungen, Anmerkungen) | Höchstplatzierung, Gesamtwochen, AuszeichnungChartplatzierungen (Jahr, Titel, Album, Platzierungen, Wochen, Auszeichnungen, Anmerkungen) | Anmerkungen                                  |
| Jahr | Titel Album                                             | DE | UK | US | Country | Anmerkungen                                  |
| ---- | ------------------------------------------------------- | --- | --- | --- | --- | -------------------------------------------- |
| 1958 | When It’s Springtime In Alaska (It’s Forty Below) –     | — | — | — | Country1 (23 Wo.)Country | B-Seite: Whispering Pines                    |
| 1958 | All Grown Up –                                          | — | — | — | Country9 (10 Wo.)Country | B-Seite: Counterfeit Love                    |
| 1959 | The Battle of New Orleans The Spectacular Johnny Horton | DE17 (12 Wo.)DE | UK16 (4 Wo.)UK | US1 Gold · (21 Wo.)US | Country1 (21 Wo.)Country | B-Seite: All For The Love Of A Girl          |
| 1959 | Johnny Reb Johnny Horton Makes History                  | — | — | US54 (8 Wo.)US | Country10 (9 Wo.)Country | B-Seite: Sal’s Got A Sugar Lip               |
| 1959 | Sal’s Got A Sugar Lip –                                 | — | — | US81 (7 Wo.)US | Country19 (7 Wo.)Country | B-Seite von Johnny Reb                       |
| 1960 | Sink The Bismarck Johnny Horton Makes History           | — | — | US3 (18 Wo.)US | Country6 (15 Wo.)Country | B-Seite: Same Old Tale The Crow Told Me      |
| 1960 | Johnny Freedom Johnny Horton Makes History              | — | — | US69 (4 Wo.)US | — | B-Seite: Comanche (The Brave Horse)          |
| 1960 | North To Alaska The Spectacular Johnny Horton           | DE41 (4 Wo.)DE | UK23 (11 Wo.)UK | US4 (23 Wo.)US | Country1 (22 Wo.)Country | B-Seite: Mansion You Stole                   |
| 1961 | Sleepy-Eyed John Honky-Tonk Man                         | — | — | US54 (7 Wo.)US | Country9 (8 Wo.)Country | B-Seite: They’ll Never Take Her Love From Me |
| 1962 | Honky-Tonk Man                                          | — | — | US96 (2 Wo.)US | Country11 (12 Wo.)Country | B-Seite: Words                               |

Weitere Singles 
- 1951: Done Rovin’ / Plaid and Calico
- 1951: Birds and Butterflies / Coal Smoke, Valve Oil and Steam
- 1951: Devilish Lovelight / Candy Jones
- 1951: Mean Mean Son of A Gun / Happy Millionaire
- 1951: Done Rovin’ / Plaid and Calico
- 1951: Birds and Butterflies / Coal Smoke, Valve Oil and Steam
- 1951: In My Home In Shelby County / Go and Wash Your Dirty Feet
- 1951: Shadows Of The Old Bayou / Talk Gubbler Talk
- 1951: On The Banks of Nile / It’s A Long Rocky Road
- 1952: Words / Smokey Joe’s Barbecue
- 1952: Betty Loraine / Somebody’s Rockin’ My Broken Heart
- 1952: Bawlin’ Baby / Rhythm In My Baby’s Walk (mit Billy Barton)
- 1952: Plaid and Calico / Shadows Of The Old Bayou (Wiederveröffentlichung)
- 1952: First Train Headin’ South / Devil Sent Me To You
- 1952: Rest Of Your Life / This Won’t Be The First Time
- 1952: I Won’t Forget / Child’s Side of Life
- 1953: Tennessee Jive / Mansion You Stole
- 1953: SS Lure Line / I Won’t Get Dreamy Eyed
- 1953: Red Lips and Warm Red Wine / You You You
- 1953: All For The Love Of A Girl / Broken Hearted Gypsy
- 1954: Move On Down The Line / Train With The Rhumba Beat
- 1954: Ha Ha and Moonface / You Cry In The Door
- 1954: There’ll Never Be Another Mary / No True Love
- 1955: Ridin’ The Sunshine Special / Journey With No End
- 1955: Hey Sweet Thing / Big Wheels Rollin’
- 1956: Honky Tonk Man / I’m Ready If You’re Willing
- 1956: I’m A One Woman Man / I Don’t Like I Did
- 1956: I’m Coming Home / I’ve Got A Hole In My Pirogue
- 1957: She Knows Why / Honky Tonk Mind (The Woman I Need)
- 1957: I’ll Do It Everytime / Let’s Take The Long Way Home
- 1957: Lover’s Rock / You’re My Baby
- 1958: Honky Tonk Hardwood Floor / Wild One
- 1959: I’m Ready If You’re Willing / Take Me Like I Am
- 1959: They Shined Up Rudolph’s Nose / The Electrified Donkey
- 1961: Ole Slew Foot / Miss Marcy

## Auszeichnungen für Musikverkäufe
| Goldene Schallplatte - Kanada - 1979: für das Album Greatest Hits |

Anmerkung: Auszeichnungen in Ländern aus den Charttabellen bzw. Chartboxen sind in ebendiesen zu finden.
| Land/RegionAuszeichnungen für Musikverkäufe (Land/Region, Auszeichnungen, Verkäufe, Quellen) | Gold     | Platin  | Verkäufe  | Quellen         |
| -------------------------------------------------------------------------------------------- | -------- | ------- | --------- | --------------- |
| Kanada (MC)                                                                                  | Gold1    | —       | 50.000    | musiccanada.com |
| Vereinigte Staaten (RIAA)                                                                    | Gold1    | Platin1 | 2.000.000 | riaa.com        |
| Insgesamt                                                                                    | 2× Gold2 | Platin1 |           |                 |